# Kalanchoe prittwitzii
Kalanchoe prittwitzii és una espècie de planta suculenta del gènere Kalanchoe, de la família de les Crassulaceae.

## Descripció
És una planta perenne, glabra, pruïnosa, de 0,4 a 2,3 m d'alçada.
Les tiges són erectes o decumbents a la base.
Les fulles són peciolades, pecíol aplanat, majoritàriament acanalades per sobre, lleugerament eixamplades a la base fins a semi-amplexicaule, de 0,5 a 6 cm, làmina ovada, oblonga o obovada, de vegades 3-lobulada o 3-foliada, glauca o glaucescent, de vegades amb taques de color marró o porpra pròximes al marge inferior, les fulles mitjanes de 6 a 25 cm de llarg i de 2,5 a 13 cm d'ample, punta obtusa, base cuneada, marges molt serrats a crenats o subsencers.
La inflorescència és laxa, paniculada, de moltes flors en cimes a 35 x 20 cm, pedicels de 5 a 20 mm.
Les flors són erectes; tub de calze de 0,5 a 2 mm; sèpals lanceolats a lanceolats-subulats, de 6 a 22 mm de llarg i d'1,5 a 4 mm d'ample; corol·la blanquinosa o verd groguenca a crema amb gola groga, rarament groguenca-rosa; tub cilíndric, ampliat a la base, de 13 a 28 mm; pètals de forma oblonga-ovada a ovada-lanceolada, mucronada, de 6 a 18 mm de llarg i de 3 a 7 mm d'ample; estams superiors inserits a la part superior del tub de la corol·la i poc sobresortits, estams inferiors inserits per sobre de la meitat de la tub de corol·la; anteres oblongues, de 0,8 a 3 mm, amb glàndula apical.

## Distribució
Planta endèmica de l'Àfrica central i oriental, Sudan, Etiòpia, Somàlia. Creix en marges del bosc, arbust obert i prats, en terrenys pedregosos o vessants rocosos, a 450 - 2300 m d'altitud.

## Taxonomia
Kalanchoe prittwitzii va ser descrita per Heinrich Gustav Adolf Engler (Engl.) i publicada a Botanische Jahrbücher für Systematik, Pflanzengeschichte und Pflanzengeographie 39: 463. 1907.

### Etimologia
Kalanchoe: nom genèric que deriva de la paraula cantonesa "Kalan Chauhuy", 伽藍菜 que significa 'allò que cau i creix'.
prittwitzii: epítet atorgat en honor del militar alemany Georg Prittwitz und Gaffron.

### Sinonímia
- Kalanchoe dielsii  Hamet (1931)
- Kalanchoe lugardii  Bullock (1932)
- Kalanchoe secunda  Werdermann (1935)
- Kalanchoe robynsiana  Hamet (1949)